# Runcurel
Runcurel – wieś w Rumunii, w okręgu Gorj, w gminie Mătăsari. W 2011 roku liczyła 388 mieszkańców.